# 港、霧の効果
『港、霧の効果』（みなと、きりのこうか、仏: Port de mer, effet de brume、英: Seaport, Effect of Mist）は、17世紀フランスの巨匠クロード・ロランが1646年にキャンバス上に油彩で制作した風景画である。「Claude in. Roma. 1646」という画家の署名と制作年が記されている。1695年に、パリの司法官フランソワ・ラップ (François Rappe) によりフランス王室のコレクションのために購入され、国王ルイ14世の所有となった。現在、パリのルーヴル美術館に所蔵されている。

## 作品
クロード・ロランが贋作を防ぐために自身が描いた作品を素描で記録している『真実の書』には、本作の主題に対するいかなる言及もなく、ただ「パリのために描いた」と記されているだけである。1696年までルイ14世の居室に置かれていたこの絵画は大トリアノン宮殿の装飾のために用いられることが決まったが、この設置場所にふさわしいように画面上下にキャンバスが新たに加えられ、画面が拡大された。
この絵画は、しばしば実物の古代建築のある、光に照らされた想像上の港を描く一連のロランの作品のうちに含まれる。背景の建築は、おそらくチヴィタヴェッキアの灯台と埠頭である。右側から浮き出て見えるポルチコ建築が見事であるが、それは本作同様ルーヴル美術館に所蔵されている『サミュエルにより王に聖別されるダヴィデ』に登場するポルチコ建築に触発されたものである。ロランによる港を描いた作品で、これを最も顕著な建築物の1つであるとみなす研究者もいる。

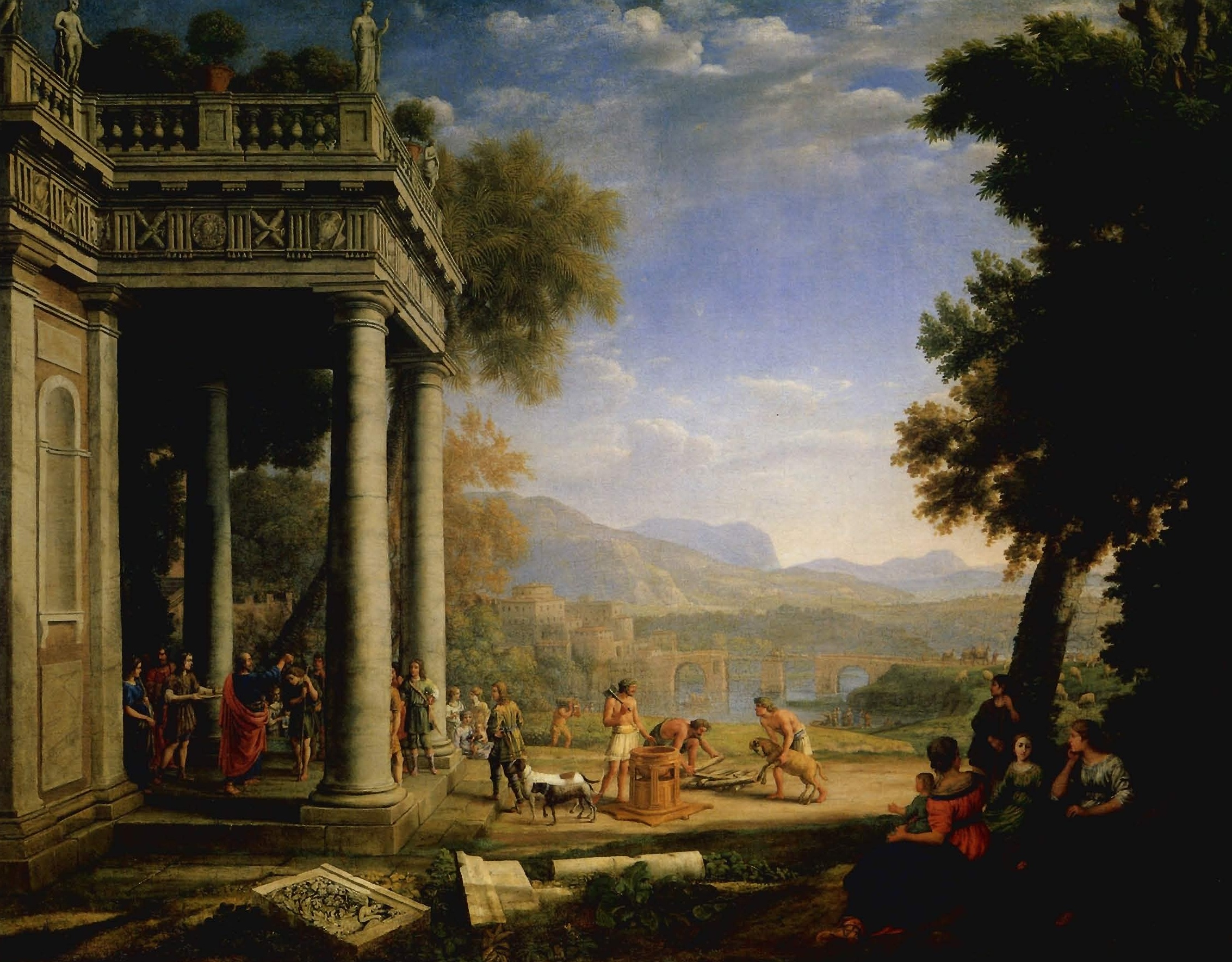
クロード・ロラン『サミュエルにより王に聖別されるダヴィデ』(1647年)、ルーヴル美術館、パリ

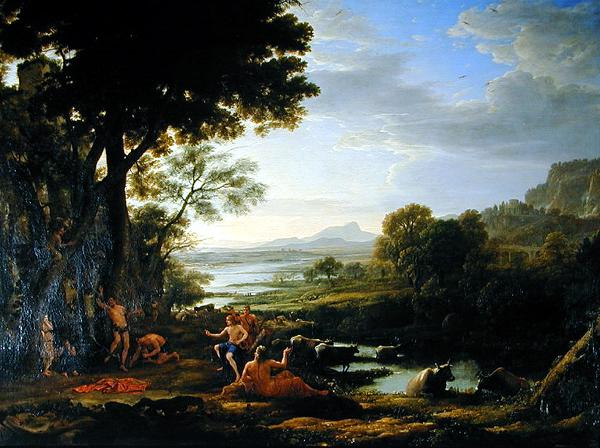
クロード・ロラン『マルシュアスの皮を剥ぐアポロンのいる風景』(1645年)、レスター (Leicester) 公爵コレクション、ノーフォーク

1639年から1648年の10年間に、ロランは宗教や古典的な主題による港の風景を多く制作した。この作品には、ホメロスの叙事詩『オデュッセイア』が主題を提供しており、難破の後でアルキノオス王のいるパイエーケス人の島に滞在したオデュッセウスが島を離れる船出を表しているという見方がある。また、この作品は、イギリスのノーフォークにあるレスター (Leicester) 公爵コレクション蔵の『マルシュアスの皮を剥ぐアポロンのいる風景』の対作品として描かれたとも考えられている。ロランは対で作品を描く習慣があり、それはしばしば海景と田園の風景で構成され、両者の構図が互いに相補い、均衡を取り合っている。